# Schistura fasciata
Schistura fasciata és una espècie de peix de la família dels balitòrids i de l'ordre dels cipriniformes.

## Etimologia
El seu nom específic fa referència a les seus franges corporals de color marró fosc (del llatí fasciata, amb franges).

## Morfologia
- El seu cos, petit i moderadament allargat, fa 6,8 cm de llargària maxima i presenta, en vida, una coloració de lleugerament daurada a grisa amb 11-13 franges de color marró fosc oliva i verticals sobre un fos groc pàl·lid. El patró de color i el nombre de franges són més o menys variable amb una única disposició.
- Cap curt, de color oliva fosc al dors i més clar als costats, amb la boca moderadament arquejada, el llavi superior recte i amb una incisió mitjana baixa i el llavi inferior amb un solc mig profund.
- 11 radis tous a l'aleta dorsal i 8 a l'anal.
- L'aleta dorsal s'insereix a mig camí entre l'origen de la pectoral i l'anal i té 8 radis i mig ramificats i 3 taques negres a la base.
- L'aleta pectoral s'estén fins a la meitat de la longitud que hi ha entre l'origen de les aletes pectoral i pelviana.
- Aleta caudal dentada.
- El peduncle caudal té una cresta adiposa moderadament alta en els costats dorsal i ventral.
- Línia lateral incompleta.
- Presenta dimorfisme sexual: entre altres trets, els mascles tenen les galtes voluminoses.[2][4]

## Hàbitat i distribució geogràfica
És un peix d'aigua dolça, bentopelàgic i de clima tropical (26°N-25°N, 94°E- 5°E), el qual viu a Àsia (el riu Barak, Manipur, l'Índia).

## Observacions
És inofensiu per als humans.